# Talipariti
Genre
Talipariti est un genre de plantes de la famille des Malvaceae. Il correspond aux Hibiscus de la section Azanza ou Azanzae.

## Liste d'espèces
Selon The Plant List (21 septembre 2019) :
- Talipariti archboldianum (Borss. Waalk.) Fryxell
- Talipariti aruense (Hatus. ex Borss. Waalk.) Fryxell
- Talipariti borneense (Airy Shaw) Fryxell
- Talipariti bowersiae Fryxell
- Talipariti celebicum (Koord.) Fryxell
- Talipariti crestaense (Borss. Waalk.) Fryxell
- Talipariti dalbertisii (F. Muell.) Fryxell
- Talipariti ellipticifolium (Borss. Waalk.) Fryxell
- Talipariti glabrum (Matsum. ex Nakai) Fryxell
- Talipariti leeuwenii (Borss. Waalk.) Fryxell
- Talipariti pleijtei (Borss. Waalk.) Fryxell
- Talipariti potteri (O. Deg. & Greenwell) Fryxell
- Talipariti pseudotiliaceum (Borss. Waalk.) Fryxell
- Talipariti schlechteri (Lauterb.) Fryxell
- Talipariti sepikense (Borss. Waalk.) Fryxell
- Talipariti simile (Blume) Fryxell
- Talipariti tiliaceum (L.) Fryxell
- Talipariti tortuosum (Roxb.) Fryxell

Selon Catalogue of Life (21 septembre 2019) et Tropicos (21 septembre 2019) (Attention liste brute contenant possiblement des synonymes) :
- Talipariti archboldianum (Borss. Waalk.) Fryxell
- Talipariti aruense (Hatus. ex Borss. Waalk.) Fryxell
- Talipariti borneense (Airy Shaw) Fryxell
- Talipariti bowersiae Fryxell
- Talipariti celebicum (Koord.) Fryxell
- Talipariti crestaense (Borss. Waalk.) Fryxell
- Talipariti dalbertisii (F. Muell.) Fryxell
- Talipariti elatum (Sw.) Fryxell
- Talipariti ellipticifolium (Borss. Waalk.) Fryxell
- Talipariti glabrum (Matsum. ex Nakai) Fryxell
- Talipariti hamabo (Siebold & Zucc.) Fryxell
- Talipariti hastatum (L. f.) Fryxell
- Talipariti leeuwenii (Borss. Waalk.) Fryxell
- Talipariti macrophyllum (Roxb. ex Hornem.) Fryxell
- Talipariti pernambucense (Arruda) Bovini
- Talipariti pleijtei (Borss. Waalk.) Fryxell
- Talipariti potteri (O. Deg. & Greenwell) Fryxell
- Talipariti pseudotiliaceum (Borss. Waalk.) Fryxell
- Talipariti schlechteri (Lauterb.) Fryxell
- Talipariti sepikense (Borss. Waalk.) Fryxell
- Talipariti simile (Blume) Fryxell
- Talipariti tiliaceum (L.) Fryxell
- Talipariti tortuosum (Roxb.) Fryxell